# Limba malgașă
Limba malgașă este o limbă malaio-polineziană din familia limbilor austroneziene. Este vorbită de aproximativ 17 milioane de oameni și are statut de limbă oficială, alături de franceză, în Madagascar. În această țară este vorbită de practic întreaga populație, în timp ce franceza este limba uzuală doar pentru persoanele cu nivel de educație mai ridicat.